# Banditi (album)
(da Viaggiatore, 1999)
Banditi è il terzo album del gruppo hip hop italiano Assalti Frontali, uscito nel 1999.

## Il disco
È il terzo disco di Assalti Frontali (e il primo uscito su major, la BMG) con la produzione di Ice One, produttore e rapper tra i più apprezzati in Italia.
La collaborazione tra un gruppo proveniente dalle posse e un produttore attivo da molto prima, legato all'hip hop, fu una novità in un periodo di contrapposizione tra le due parti.

## Formazione e musicisti
Collaborano al disco:
- Militant A, voce
- Ice One, produzione
- Sioux, voce, mixaggio
- Lou X, mixaggio
- San Sante, produzione
- Meron, cori

## Tracce
(Militant A, Ice One)
1. La coscienza - 2:30
2. Banditi - 3:34
3. Va tutto bene - 3:22
4. L'agguato - 3:05
5. Notte e fuoco - 2:52 - (con Sioux)
6. Notte d'acqua -  3:15
7. Viaggiatore - 3:46
8. Notte e nebbia - 2:19
9. Alleati - 2:53 - (con Sioux)
10. Zero tolleranza - 2:42
11. Il tempo dell'attesa - 4:27
12. Risvegli - 3:19
13. A 30 miglia di mare - 3:08